# Stefan George
Stefan Anton George (n. 12 iulie 1868, Bingen am Rhein - d. 4 decembrie 1933, Locarno) a fost poet, editor și traducător german, promotor al simbolismului.

## Opera
Stefan George frecventează cercul lui Mallarmé, al prerafaeliților englezi, participă la "Pleiada simboliștilor" și este influențat de Nietzsche.
Versurile sale sunt marcate de un ezoteric neoromantic.
Evocând miturile și istoria într-un limbaj poetic rafinat, are ca temă principală conflictul dintre păgânism și creștinism, dintre spiritul elenistic și cel catolic medieval.

### Poezie
- 1890: Imnuri ("Hymnen");
- 1891: Pelerinaje ("Pilgerfahrten");
- 1892: Elagabalus ("Algabal");
- 1895: "Die Bücher der Hirten- und Preisgedichte, der Sagen und Sänge und der Hängenden Gärten"
- 1897: Anul sufletului ("Das Jahr der Seele");
- 1900: Covorul vieții și cântece de vis și moarte ("Der Teppich des Lebens und die Lieder von Traum und Tod");
- 1901: Abecedarul ("Die Fibel");
- 1903: Zile și fapte ("Tage und Taten");
- 1907: "Maximin. Ein Gedenkbuch"
- 1907: Al șaptelea inel ("Der siebente Ring");
- 1914: Steaua legământului ("Der Stern des Bundes");
- 1917: Războiul ("Der Krieg");
- 1921: Trei cântece ("Drei Gesaenge: An die Toten, Der Dichter in Zeiten der Wirren, Einem jungen Führer im ersten Weltkrieg");
- 1928: Imperiul cel nou ("Das neue Reich");
- 1927 - 1934: Opere complete ("Gesamtausgabe der Werke").

### Publicistică
- 1894: Despre poezie ("Über Dichtung");
- 1905: Poeți contemporani ("Zeitgenössische Dichter. Umdichtungen. 2 Bände");
- 1909: Dante, locuri din Divina Comedie ("Dante. Stellen aus der Göttlichen Komödie").

### Traduceri
- 1901: Charles Baudelaire, Florile răului ("Baudelaire. Blumen des Bösen. Umdichtungen"), traducere din franceză;
- 1909: Shakespeare, Sonete ("Shakespeare Sonnette. Umdichtungen");
- 1912: Dante, Divina Comedie ("Dante. Göttliche Komödie").